# Rue Renée-Aspe
La rue Renée-Aspe (en occitan : carrièra Renada Aspe) est une voie de Toulouse, chef-lieu de la région Occitanie, dans le Midi de la France.

## Situation et accès

### Description
La rue Renée-Aspe est une voie publique. Elle se situe au cœur du quartier Saint-Georges.
La chaussée compte une seule voie de circulation automobile à sens unique, depuis la rue Louis-Deffès vers la rue Jacques-Matthieu-Delpech. Elle est également définie comme une zone de rencontre et la vitesse y est limitée à 20 km/h. Il n'existe pas de piste, ni de bande cyclable, quoiqu'elle soit à double-sens cyclable.

### Voies rencontrées
La rue Renée-Aspe rencontre les voies suivantes, dans l'ordre des numéros croissants (« g » indique que la rue se situe à gauche, « d » à droite) :
1. Place Occitane - accès piéton (g)
2. Rue Louis-Deffès (d)
3. Promenade des Capitouls - accès piéton (g)
4. Rue Alexandre-Fourtanier (d)
5. Rue Jacques-Matthieu-Delpech

## Odonymie

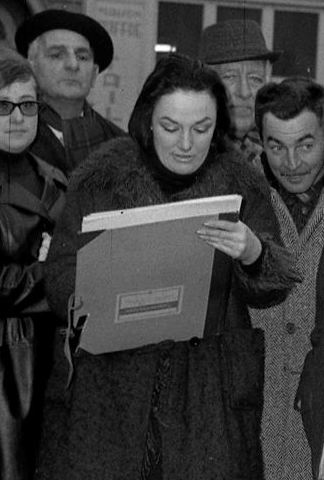
Renée Aspe, par André Cros (1965, Archives municipales de Toulouse).

En 1970, la municipalité donne à la rue le nom de Renée Aspe (1922-1969), peintre toulousaine. Depuis le Moyen Âge, la rue portait le nom de divers personnages qui y possédaient des propriétés. Au milieu du XIVe siècle, elle était la rue d'En-Cossac, d'un seigneur (en en occitan) de ce nom. Au XVIIe siècle, elle devint la rue de Testu, et par déformation, au XVIIIe siècle, des Têtus, d'un certain Pierre Testut, boulanger, qui en 1570 y avait une maison et un four. En 1794, pendant la Révolution française, on lui donna le nom de rue l'Empressement, mais il ne subsista pas,.

## Histoire

### Moyen Âge et période moderne
Au Moyen Âge, la rue d'En-Cossac appartient au capitoulat de Saint-Étienne. Ce n'est qu'une ruelle étroite, au cœur du quartier des Clottes, un des quartiers les plus pauvres de la ville, qui s'organise autour de la place des Clottes (emplacement de l'actuelle place Occitane),. Elle est, comme les rues voisines, principalement peuplée d'artisans. La plupart des constructions ne sont que des dépendances des rues voisines, particulièrement de la rue d'Astorg et de la rue Vinaigre (actuelle rue Alexandre-Fourtanier). La population profite cependant de la proximité d'un puits public, ainsi que d'un four public, connu comme le four d'En-Cossac.
Les constructions en corondage sont régulièrement touchées par les incendies, comme en 1548, lorsque presque tout le côté est de la rue est détruit par les flammes. En 1679, les capitouls font fermer la rue par un portail de bois, du côté de la rue d'Astorg, et la décision est même confirmée en 1796. Elle est de nouveau livrée à la circulation dans les années 1880.

### Époque contemporaine
Les transformations les plus profondes interviennent dans la deuxième moitié du XXe siècle. Dans les années 1950, la municipalité souhaite transformer radicalement et complètement le quartier des Clottes, qui reste l'un des plus insalubres du centre-ville, et organise un plan de renouvellement urbain pour un nouveau quartier Saint-Georges. Dans le cadre de la dernière tranche de travaux, deux nouveaux immeubles sont élevés en 1973 et en 1974 à l'angle des rues Alexandre-Fourtanier par l'Atelier 4 (actuelle résidence Hautpoul, no 6), et Louis-Deffès par Jean-Pierre Pierron (actuel no 2-4). En 1979, la nouvelle rue reçoit le nom de Renée Aspe tandis qu'une statue est inaugurée en son honneur le 20 novembre.

## Patrimoine et lieux d'intérêt

### Œuvre publique
- Portrait de Renée Aspe.
En 1979, dix après la mort de Renée Aspe (1922-1969), la municipalité commande à la sculptrice Jacqueline Bez un portrait de la peintre, née et morte à Toulouse. La sculpture, en bronze, représente la tête de l'artiste. Une réplique est réalisée en 2005 par l'atelier de restauration des musées de la ville après la disparition de l'œuvre[12].